# چک جردن
چک جِردُن (نام علمی: Saxicola jerdoni) پرنده‌ای از سردهٔ چک در تیرهٔ مگس‌گیران در راستهٔ گنجشک‌سانان است. این گونه بومی بنگلادش، چین، هند، لائوس، نپال، تایلند و ویتنام است و به احتمال زیاد در میانمار منقرض شده است.